# Zélée-Gletscher
Der Zélée-Gletscher ist ein 10 km langer und 5 km breiter Gletscher im ostantarktischen Adélieland. Er fließt vom antarktischen Kontinentaleis in nordnordwestlicher Richtung entlang der Westflanke des Lacroix-Nunatak und mündet in Form einer markanten, 3 km breiten und 11 km langen Gletscherzunge (66° 47′ S, 141° 10′ O) auf der Westseite des Port Martin in die D’Urville-See.
Vermutlich war es der französische Polarforscher Jules Dumont d’Urville, der ihn 1840 bei der Dritten Französischen Antarktisexpedition (1837–1940) entdeckte, wenngleich sein Kartenmaterial von diesem Küstenabschnitt keine Gletscher enthält. Luftaufnahmen entstanden im Januar 1947 bei der US-amerikanischen Operation Highjump (1946–1947). Französische Wissenschaftler kartierten ihn bei einer von 1949 bis 1951 dauernden Expedition und benannten ihn nach der Korvette Zélée, dem Geleitschiff von d’Urvilles Astrolabe.